# 真福寺 (羽島市)
真福寺（しんふくじ）は、岐阜県羽島市桑原町大須にある真言宗の寺院。

## 概要
本尊は聖観世音菩薩。通称は大須観音。
愛知県名古屋市中区大須にある大須観音は、元々はこの真福寺の一院である「宝生院」が移転した寺院である。
美濃四国札所第三十四札所。なお、隣接地に第33札所の徳林寺がある。

## 沿革
1236年（嘉禎2年）頃、この地に観音堂が建立されたのが起源と伝えられる。
1324年（元亨4年）、後醍醐天皇が尾張国中島郡長岡庄大須（現岐阜県羽島市）に北野天満宮を創建。1333年（元弘3年）に同社の別当寺として、能信が創建する（1366年の説もある）。
1371年から翌1372年にかけて、僧・賢瑜によって『古事記』3帖が書写された。これは現在に伝わる最も古い『古事記』の写本であり、真福寺本（国宝）と呼ばれるものである。
1612年（慶長17年）、徳川家康の命令で犬山城主の成瀬正成によって、真福寺の一院である宝生院が名古屋城城下に移転する。その際、上記『古事記』や古典籍、絵画のほとんどが移動し、真福寺のある地名「大須」も移動される。このことがきっかけとなり、真福寺は衰退する。
その後も幾たびかの洪水で荒廃するが、地元の人々に守られ続けられる。1964年（昭和39年）、現在地に移転する。

## 所在地
- 岐阜県羽島市桑原町大須2759番地の131

## 交通手段
- 羽島市コミュニティバス「大須」バス停下車。徒歩で約8分。